# Strade del Cinema
Strade del Cinema, Festival international de cinéma muet mis en musique est un festival organisé par l'Association Culturelle Strade del Cinema et dirigé par Enrico Montrosset et Marco Gianni. Il se déroule chaque année au mois d'août dans la ville d'Aoste (Italie). Il vise à promouvoir la rencontre entre musique et cinéma et propose au public des productions originales présentées au théâtre romain de la ville.

## Origine
La naissance de Strade del Cinéma remonte au moment où il fut décidé d'organiser une manifestation itinérante dans les rues d'Aoste, en collaboration avec l'Assessorat à la Culture de la ville. L'idée était celle de combler un vide, en proposant au public des films d'essai difficilement diffusables au cinéma. Ceci eut lieu en 1997, alors qu'existaient déjà, parallèlement aux projections traditionnelles, deux soirées consacrées à la mise en musique de films muets, activité par la suite privilégiée dans le cadre du festival. Ainsi, en 2002, la manifestation se transforma en "Festival international de cinéma muet mis en musique", organisé par l'Association Culturelle Strade del Cinema, toujours en collaboration avec la Commune d'Aoste. Depuis lors, le cœur du festival, par ailleurs soutenu depuis 2004 par l'UNESCO, a toujours été sa partie compétitive consacrée aux jeunes musiciens européens regroupés autour de la mise en musique de cinéma muet.

## Objectifs
Le festival Strade del cinema favorise la rencontre entre cinéma et musique. L'un des objectifs de cette manifestation est de priver le cinéma muet de l'image élitiste qu'il a acquise avec le temps et de le rendre au public le plus vaste possible. La fraîcheur des mises en musique originales et la participation de nombreux jeunes musiciens redonnent vie au cinéma muet et l'absence de dialogues n'est plus ressentie comme un manque car ceux-ci sont remplacés par un langage plus universel, celui de la musique.

## Historique
Depuis les débuts du festival, la soirée d'ouverture coïncide avec la clôture d'une autre manifestation culturelle importante dans la ville, Aosta Classica. La première édition, en 2002, vit la participation du pianiste jazz Beppe Barbera qui réorchestra les mises en musique composées pour Grandeur et Décadence de Buster Keaton, Charlot et le Comte et La Ruée vers l'or de Charlie Chaplin et La Passion de Jeanne d'Arc de Dreyer. Les invités de la première soirée du nouveau festival furent Gianluigi Trovesi et Sylvain Kassap.
Dès l'année suivante, ce passage de témoin entre les deux manifestations valdôtaines se transforma en hommage à un réalisateur célèbre, de François Truffaut à Rossellini en passant par Pasolini.
Au cours des diverses éditions, de nombreux grands musiciens contemporains ont pris part au festival, tels que Bruno Chevillon, Louis Sclavis, Ezio Bosso et de nombreux autres...

## Sections
- BIG : De grands musiciens contemporains mettent en musique les chefs-d'œuvre du cinéma muet
- Travaux en cours : Sélection de courts-métrages contemporains
- Croisements : Sélection de films dans lesquels la musique est protagoniste principal
- Perspectives : Mise en musique des lieux et monuments historiques de la ville
- Concours Jeunes Musiciens Européens : Rétrospective consacrée à un grand du cinéma muet au cours de laquelle de jeunes musiciens européens confrontent leur talent

## Concours
Deux concours dont la remise de prix a lieu au cours du festival sont organisés par l'association culturelle Strade del cinema :
- Le Concours Jeunes Musiciens Européens est une sélection monothématique, une rétrospective consacrée chaque année à un Grand de l'époque du muet. Au cours des années, Buster Keaton, Charlie Chaplin, Charley Chase et Harold Lloyd en ont été l'objet. 2007 est consacrée à Laurel et Hardy.
- Le Concours SilentARTmovies permet à de jeunes artistes de se confronter avec le cinéma muet et de faire émerger leur point de vue original dans cinq catégories : peinture, graphisme, vidéo, critique et performances.